# Capet Margit magyar királyné
Capet Margit, gyakran Franciaországi Margit (Franciaország, 1158 – Akko, 1197. szeptember 1.) francia királyi hercegnő. Apja VII. Lajos francia király, anyja Kasztíliai Konstancia királyné. 1172 és 1183 között Anglia ifjabb királynéja és Anjou hercegnéje, majd férje, Henrik ifjabb király halálát követően III. Béla magyar király második feleségeként 1186 és 1196 között Magyarország királynéja.

## Élete

### Első házassága
Margit 1158-ban született a Capeting-házba, VII. Lajos francia király és második felesége, Kasztíliai Konstancia elsőszülött leányaként. 1160. november 2-án eljegyezték II. Henrik angol király legidősebb fiával, az ötéves Henrik herceggel. Margit hozománya a sokat vitatott és fontos franciaországi terület, Vexin volt. A herceget 1170-ben Henrik király ifjabb királlyá koronáztatta, de mivel Becket Tamás érsek száműzetésben volt, Margitot nem koronázták meg, és ez feldühítette apját. Végül a francia király kérésére 1172. augusztus 27-én Henrik és Margit összeházasodott a winchesteri székesegyházban, ahol ezt követően Margitot ifjabb királynévá koronázták.
Házasságukból egyetlen fiúgyermek született: Margit Párizsban, idő előtt hozta világra 1177. június 19-én fiát, aki a Vilmos nevet kapta. A csecsemő születése után három nappal, június 22-én meghalt.
Margitot 1182-ben azzal vádolták, hogy viszonyt folytat William Marshallal, Pembroke későbbi grófjával. A kortárs krónikások kételkedtek abban, hogy a vádnak lett volna alapja. Henrik megindította volna válóperüket házasságtörés vádjával, a valóságban azonban azért, mert nem bízott abban, hogy Margit örököst szül neki. Később Margitot egyes források szerint visszaküldték Franciaországba, hogy biztonságban legyen a Henrik és bátyja, Richárd közt zajló polgárháború idején. 1183-ban férje meghalt egy súlyos betegség következtében egy hadjárat közben a franciaországi Dordogne régióban.

### Második házassága

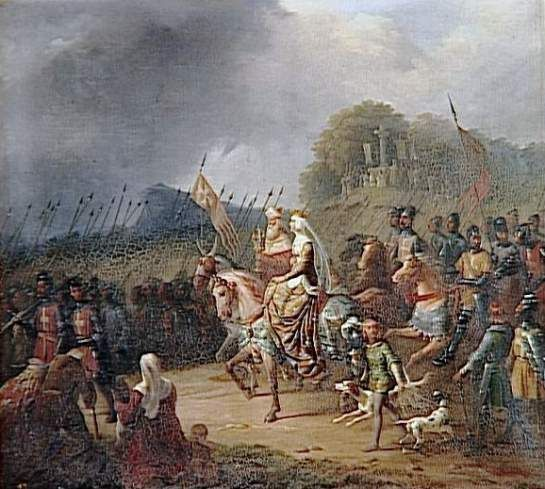
Margit királyné a magyar keresztes hadak élén (olajfestmény, Versailles, 1838)

Margit 1186-ig öccse, II. Fülöp Ágost párizsi udvarában élt; ott kérte meg kezét az 1184-ben megözvegyült III. Béla. A házasságot még ugyanebben az évben megkötötték, a hercegnő Magyarországra költözött, majd Székesfehérvárott megkoronázták.
A királyné segítette Bélát a kormányzásban és hatással volt döntéseire. 1189-ben a keresztesek átvonulásakor rávette férjét, hogy engedje szabadon öccsét, a már 1177 óta fogva tartott Géza herceget. A keresztes hadakat Barbarossa Frigyes német-római császár vezette. A királyi pár a császárt és kíséretét gazdagon vendégül látta. A fogadás olyan fényes volt, hogy a császár fia később a palermói palota freskóján is megemlékezett a magyarországi látogatásról. A becsatlakozó magyar keresztesek élére maga a királyné állt.
Mivel Bélától gyermeke nem született, feltételezhető, hogy fia közel sem komplikációmentes megszületésekor a királyné meddővé lett.

### Halála
III. Béla 1196. április 24-én meghalt. 1197-ben az özvegy királyné a Szentföldre zarándokolt, ahol nyolc nappal a palesztinai Akkóba (akkor Ptolemaiosz) érkezése után, 1197. szeptember 1-jén meghalt. Ernoul, II. Vilmos türoszi püspök krónikájának folytatója szerint a királynét a türoszi katedrálisban temették el.

## Emlékezete
Margitról számos fiktív ábrázolás született. Közülük híresebb Lucy Durham-Matthews, a fiatal Margitot, valamint Tracey Childs, a tizenéves Margitot ábrázoló portréja. A versailles-i kastélyban látható 1838-as festmény Margit királynét a keresztes hadak élén ábrázolja. Egyik legkorábbi fennmaradt ábrázolása a 14. századból való.
Margit a BBC egy 1978-as sorozatának, a The Devil Crown-nak ("A sátáni korona") egyik fontos karaktere, miután a sorozat II. Henrik, Oroszlánszívű Richárd és Földnélküli János angol királyok uralkodását dolgozza föl.